# Skravelberget mindre 9 (hus nr 1)

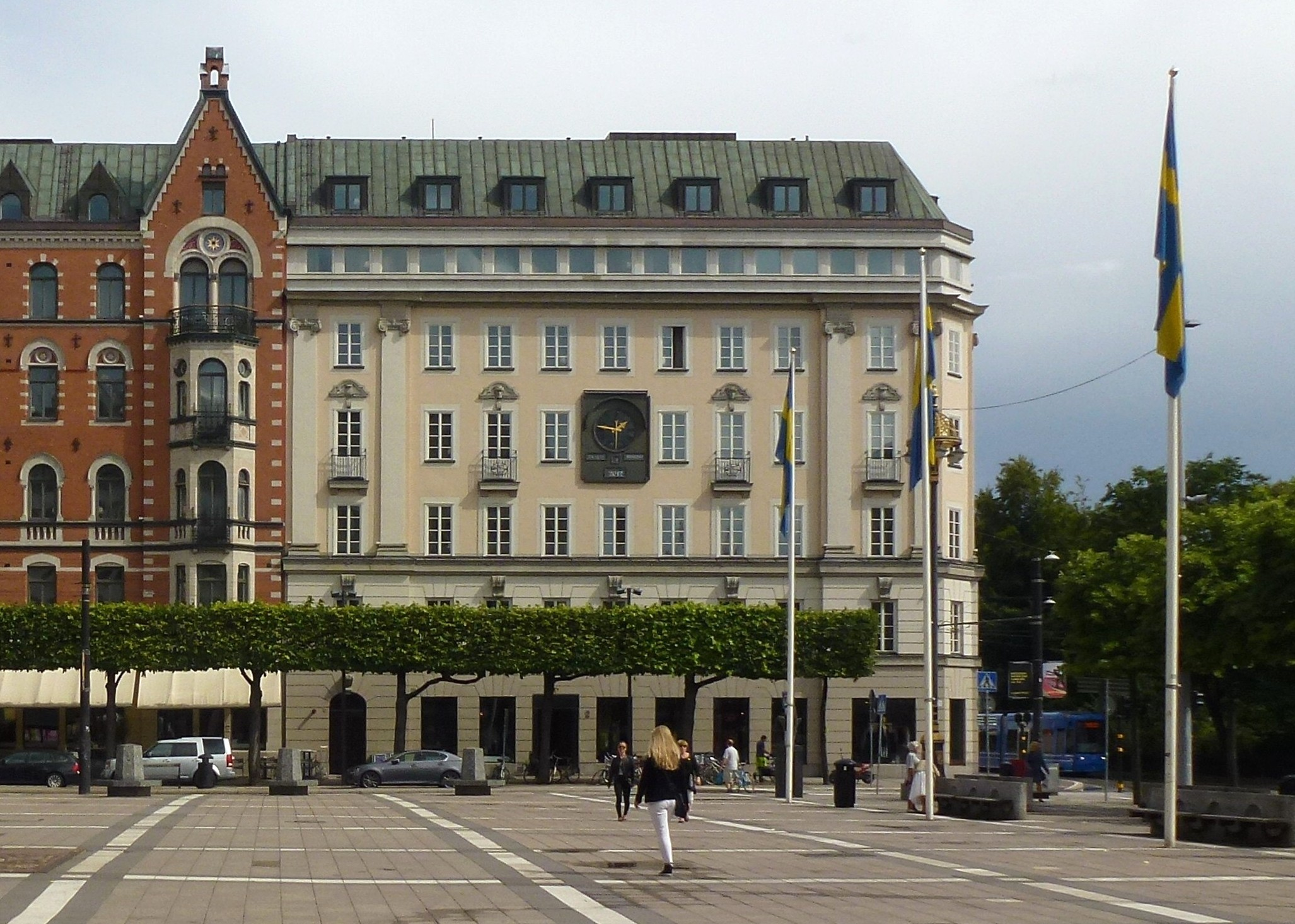
Skravelberget mindre 9 med Norrmalmstorg i förgrunden. Hus nr 1 till höger, hus nr 2 skymtar till vänster.

Skravelberget mindre 9 (hus nr 1) är en fastighet i kvarteret Skravelberget mindre vid hörnet Norrmalmstorg 2 / Hamngatan 6 på Norrmalm i Stockholm. På 1970-talet fanns Sveriges Kreditbank i huset där Norrmalmstorgsdramat ägde rum i augusti 1973. Sedan år 2010 disponerar Nobis Hotel hela byggnaden tillsammans med grannhuset Norrmalmstorg 4.

## Byggnadsbeskrivning

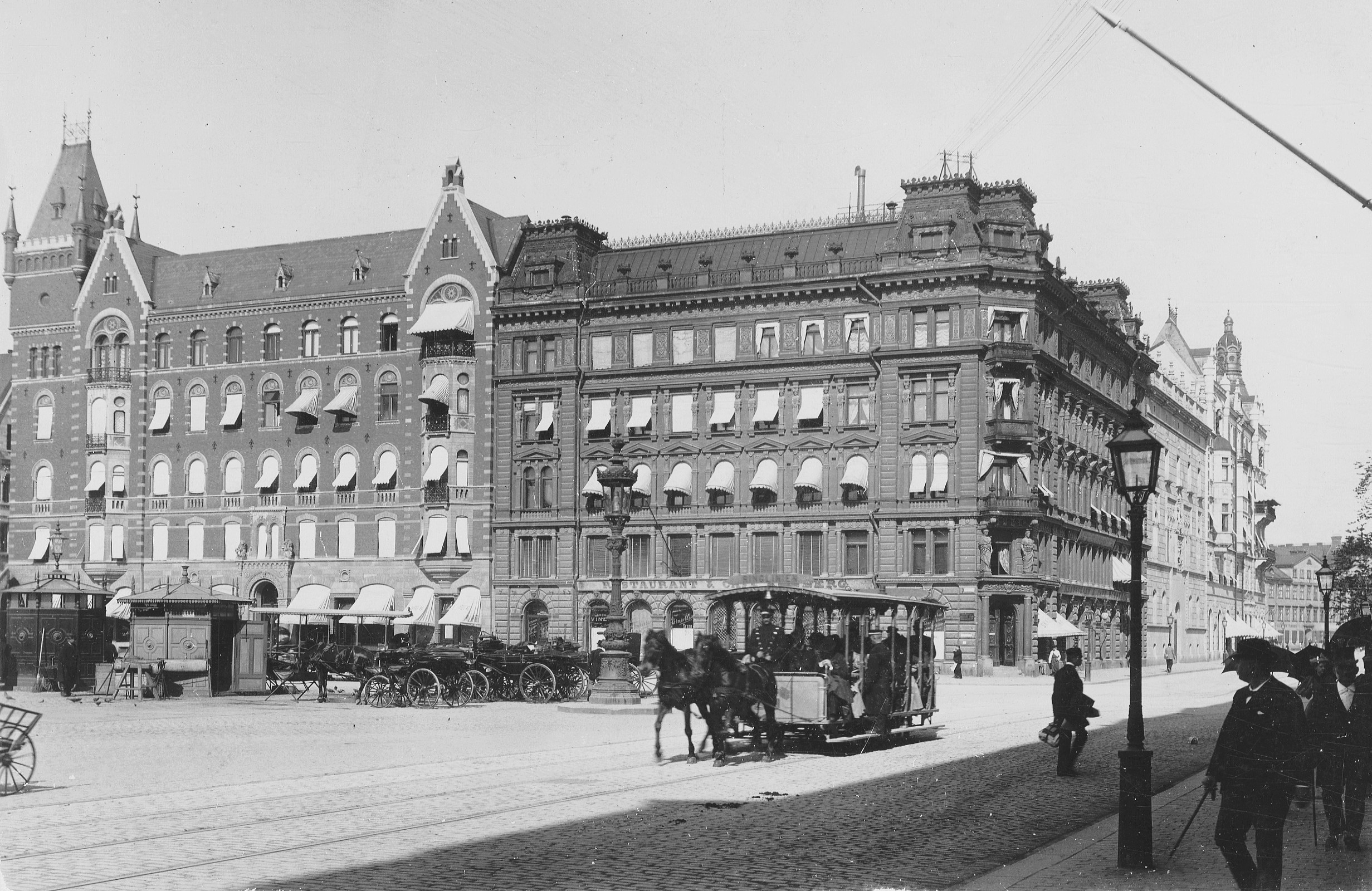
Hörnhuset omkring år 1900.

Hörnhuset med den tidigare fastighetsbeteckningen Skravelberget mindre 6 revs i början av 1880-talet. Övrig bebyggelse försvann i början av 1890-talet. Anledning till omdaningen var anläggandet av Birger Jarlsgatan, Stockholms nya praktgata, som drogs fram rakt över kvarteret och dess bebyggelse. Hörntomten Norrmalmstorg / Hamngatan hade förvärvats av grosshandlaren Isaak Hirsch tillsammans med en kapten C.G. Borgström. Han var själv byggmästare men anlitade byggfirman Johansson & Hammarlund att bygga huset. Arkitektuppdraget gick till Oskar Erikson. Bygglovsritningarna godkändes den 4 februari 1885 av dåvarande stadsarkitekten Ludvig Hedin.
Byggnaden stod färdig 1886 och var då det första av de nya påkostade stenhusen som restes i kvarteret. Förmodligen blev byggkostnaden oväntad hög eftersom Hirsch lär ha sagt om sitt nya hus: ”Inte bygga, inte bygga, bara köpa och sälja”. Oskar Erikson ritade en rik artikulerad putsfasad med kolonner och kolonnetter i polerad granit, statyer som flankerar fönster och portöppningar och hushörnen krönta av låga torn. Takfoten accentuerades av ett markant tandsnitt och en balustrad med urnor i gjutjärn. Taknocken smyckades av en åskam också den i gjutjärn. Hushörnet Hamngatan / Norrmalmstorg avfasades, här låg huvudentrén och ovanför några balkonger. I bottenvåningen anordnades sex butikslokaler och i gatulängan på våning 1 trappa låg två stora kontor. Resten bestod av lägenheter med varierande storlek upp till 9 rum och kök. 1888 var C.G. Borgström ensam ägare till fastigheten.

Ritningar
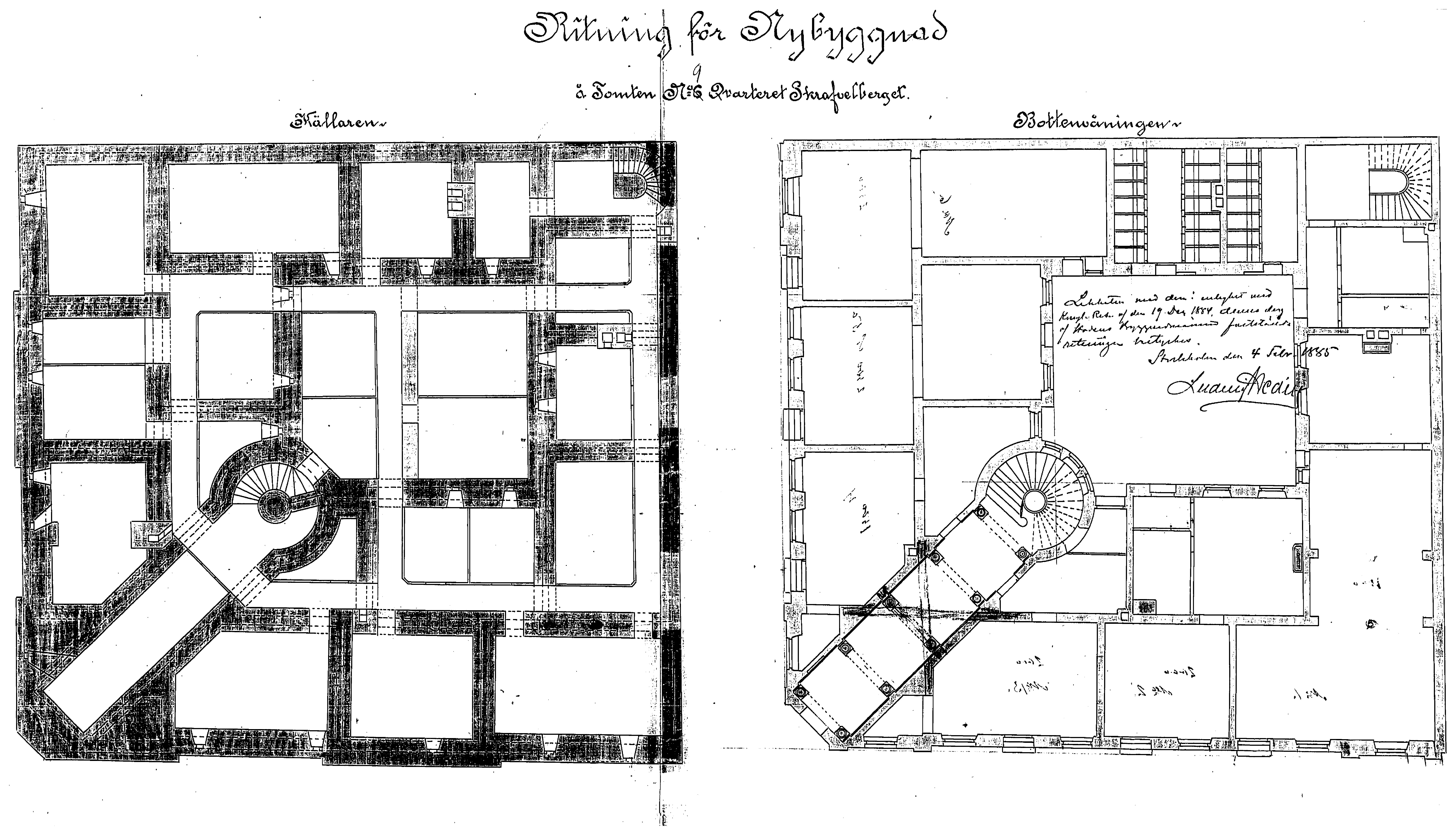
Källarvåning och bottenvåning.
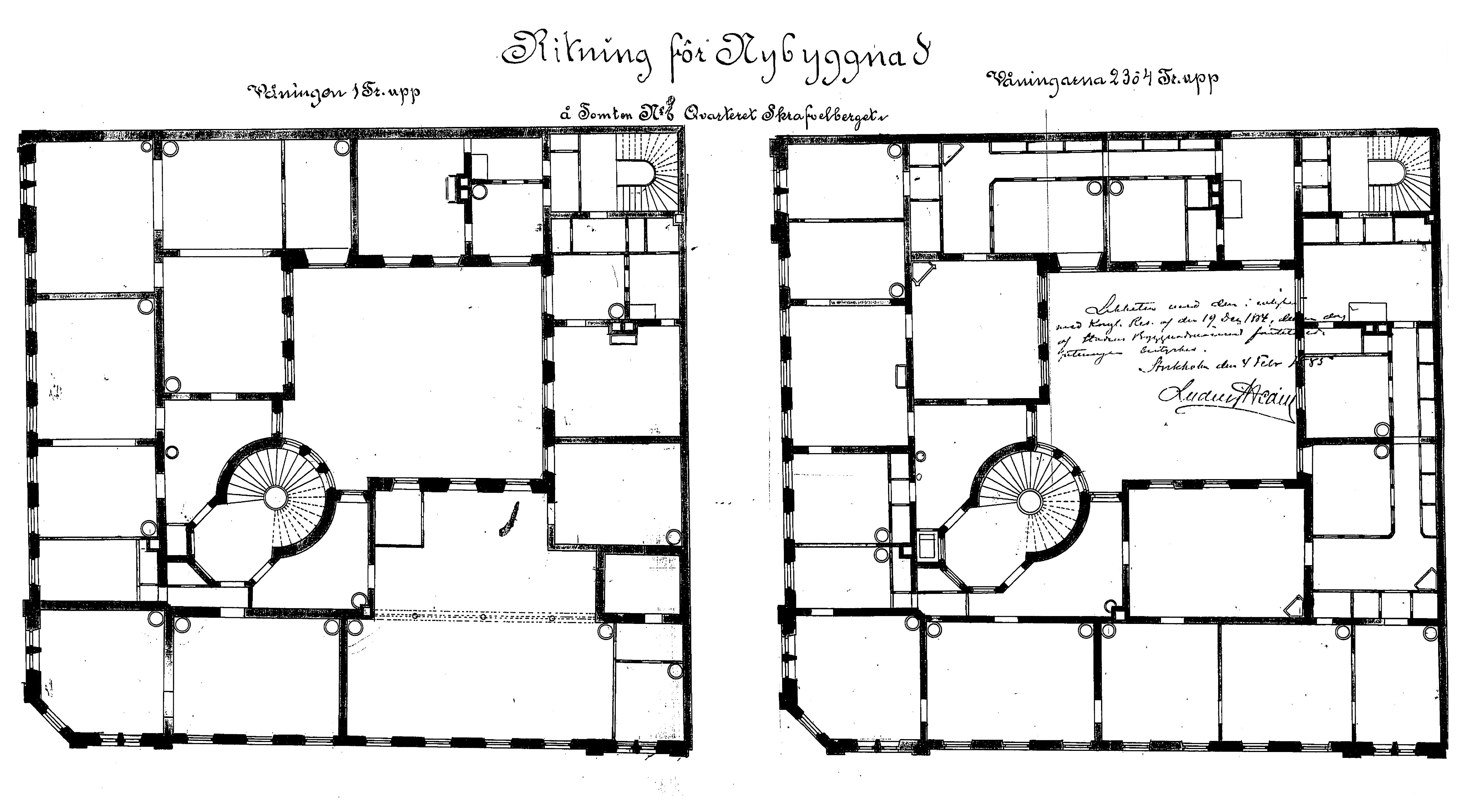
Våningsplan 1-4 trappor.
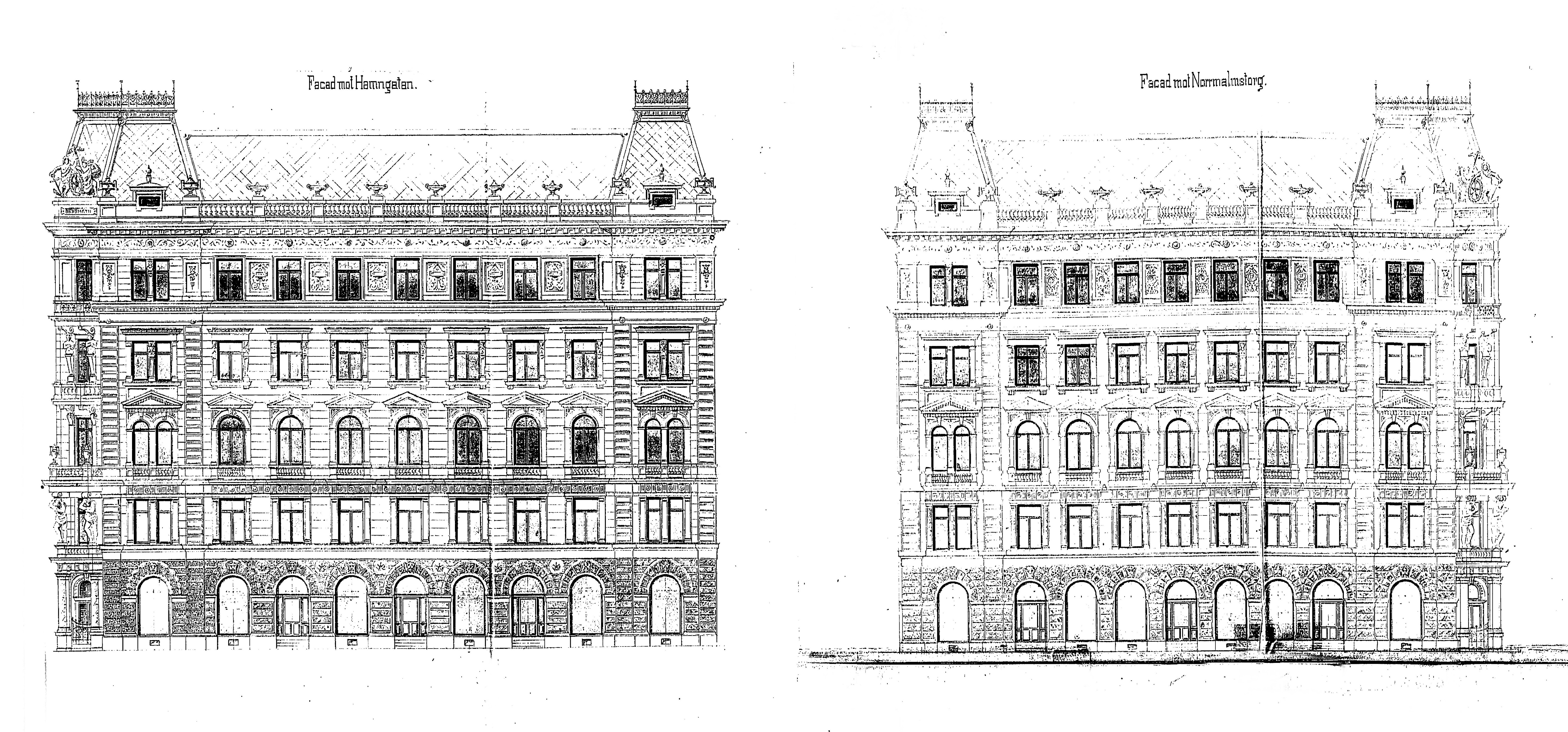
Fasader.

### Restaurangverksamheter

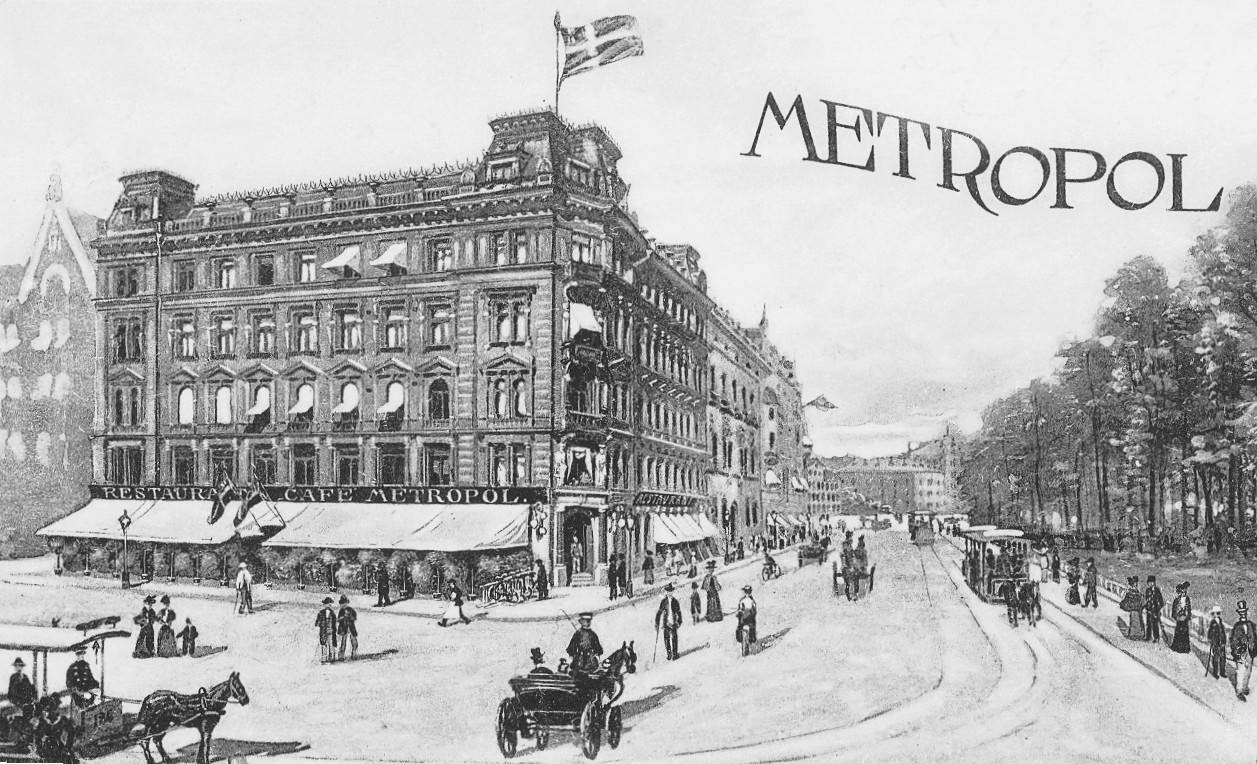
Restaurant Metropol.

I huset fanns flera restaurangverksamheter. Den första var Restaurant & Café Francais. År 1888 genomfördes en ombyggnad för Jones Café, Restaurant och Grill som flyttade in 1899 och drevs av Albert Jones och hans syster Rachel. Här grillades kött mitt i lokalen vilket var en nyhet i Stockholm. Efter Jones tog den från Tyskland härstammande Wilhelm Rössberg över. Han döpte verksamheten till Restautant & Café Rösberg och gjorde om den till en tysk Bierstube.
År 1903-1904 byggdes huset om igen efter ritningar av arkitekt Ture Schaar och Restaurant Metropol med källarmästare Wilhelm Strandberg tog över lokalerna, nu under namnet Restaurant & Café Metropol. Strandberg blev även ägare till fastigheten. I bottenvåningen låg utöver kök, kapprum och toaletter flera matsalar samt Lilla Cafén och Stora Cafén, det senare under ett glastak på innergården. Våning 1 trappa rymde festlokal, klubblokaler och ett stort antal mindre rum. Mot Norrmalmstorg fanns en sommarveranda.
Allt var av yppersta kvalitet och inredd i dåtidens smak i nybarock, med speglar på väggarna och kristallkronor i taket. Stället blev en träffpunkt för litteratörer, konstnärer och skådespelare. Efter Strandbergs död 1911 övertogs rörelsen av hustrun Hanna. Metropol var kvar på denna adress till maj 1918 men återuppstod 1927 i ny tappning vid Sveavägen under namnet Metropolpalatset.

### Bankpalats
Efter Metropols utflyttning 1917 ägdes huset av fastighetsaktiebolaget Baltic Maskinverken. I början av 1920-talet skulle huset rivas och ett nytt bankpalats uppföras för Svenska Lantmännens Bank. Det blev dock ingen rivning utan en total ombyggnad efter ritningar av Torben Grut. Både interiört och exteriört förvandlades huset i 1920-talsklassicismens stil. För att påminna om beställaren återkommer bankens initialer SLB i balkongernas smidesräcken och i fönsteröverstycken syns skulpterade odalmän. SLB omvandlades 1923 till Jordbrukarbanken och de eleganta bankinteriörerna övertogs sedermera av Sveriges Kreditbank som var Jordbrukarbankens efterföljare. I bankens valv utspelade sig i augusti 1973 ett banköverfall med gisslantagning som skulle bli känd som Norrmalmstorgsdramat. 1974 avslutade Kreditbanken sin verksamhet på Skravelberget mindre 9.

Från Kreditbanken till kontor
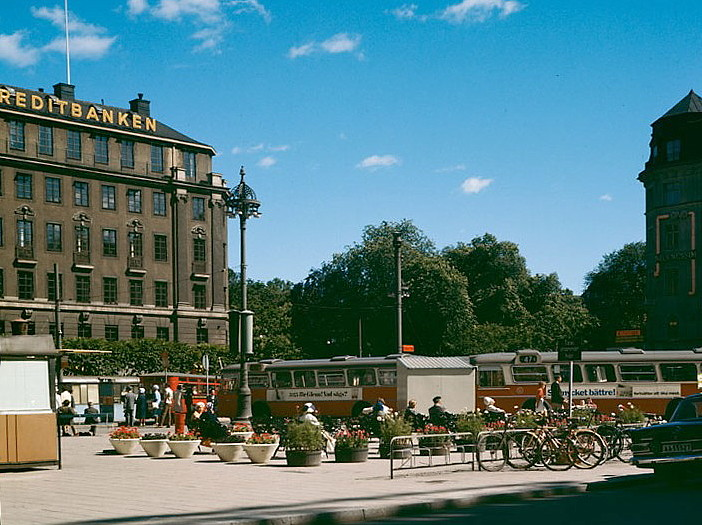
Kreditbanken och Norrmalmstorg 1968.
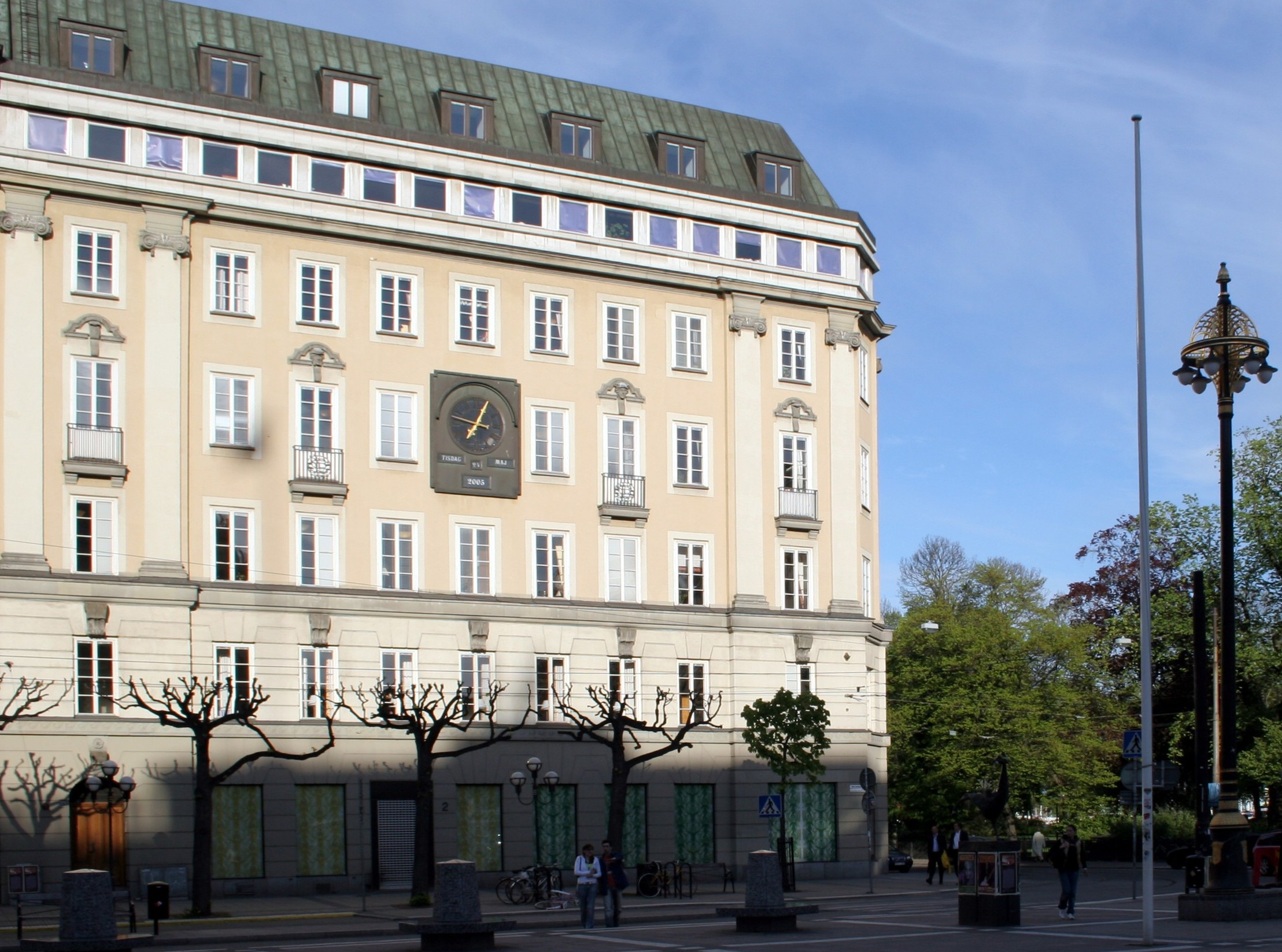
Byggnaden efter höjningen 2006.
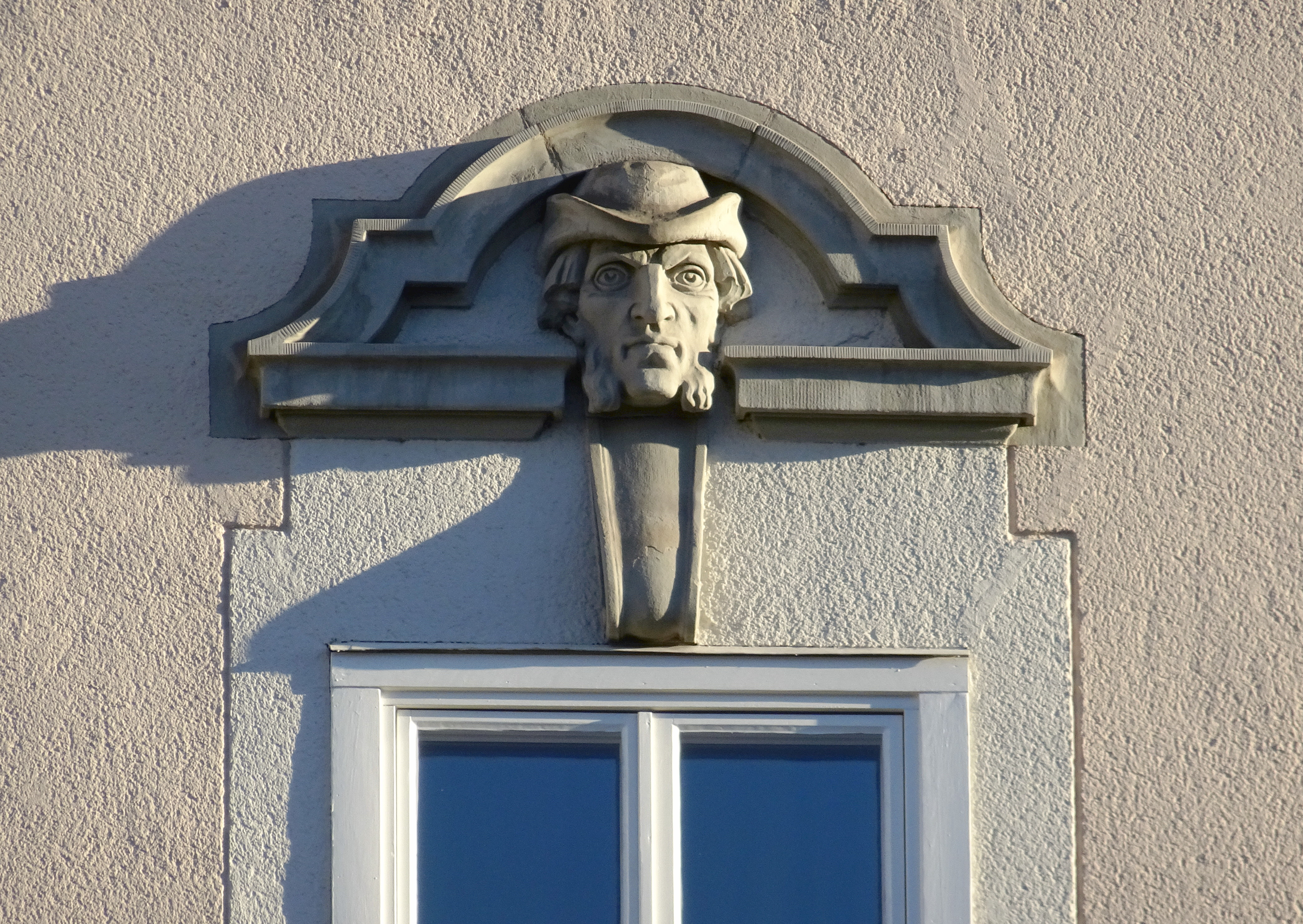
Odalman i fönsteröverstycket.
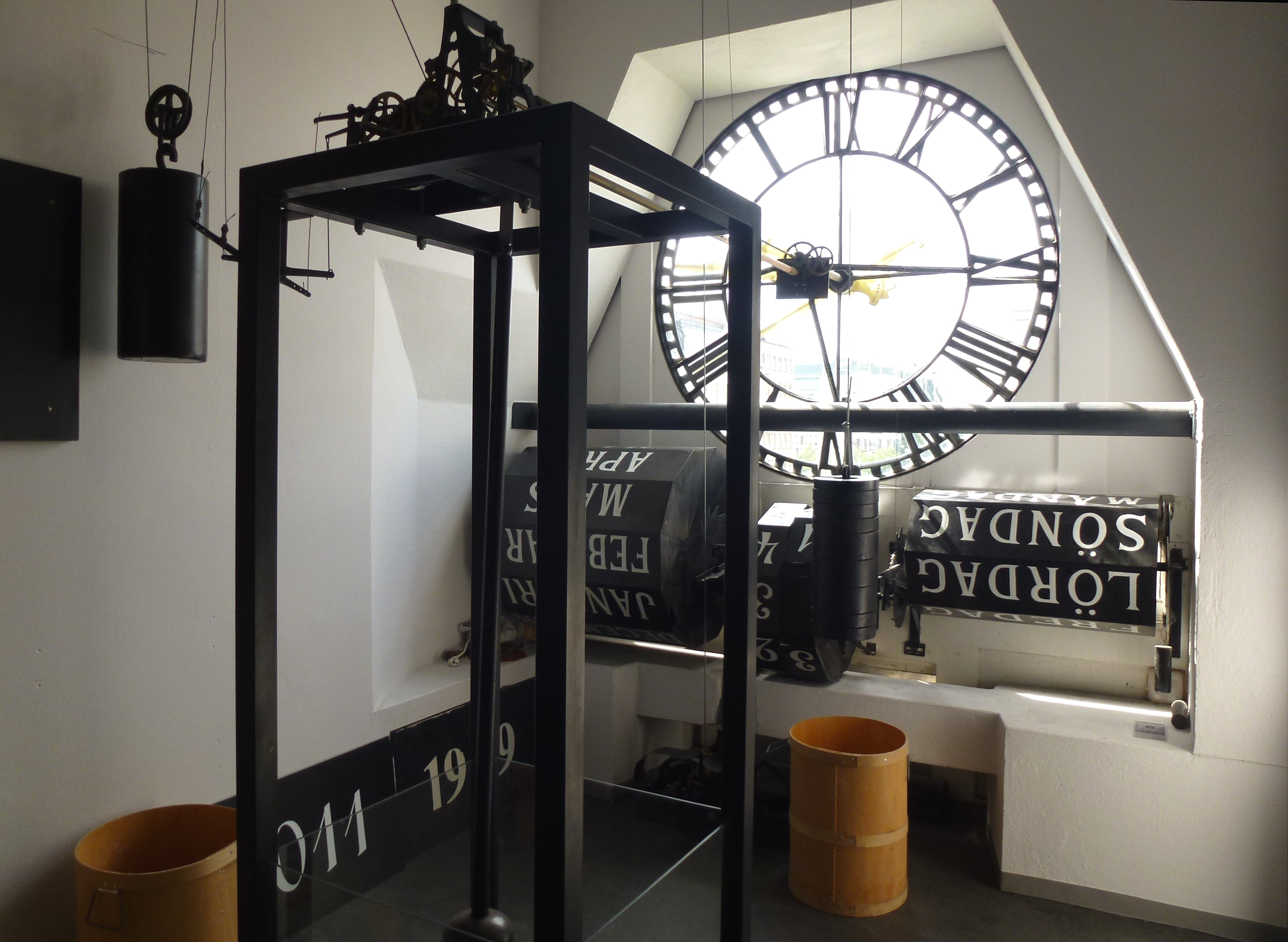
Linderoths kalenderur, urverket 2012.

### Kontor och hotell
Mellan 1974 och 1975 följde nästa stora ombyggnad av fastigheten när AB Centrumfastigheter var ägare. Arkitekt Ulf Snellman svarade för ritningarna. Bland annat påbyggdes huset från femte våningens takfot med en full våning samt en inredd vindsvåning. Fasaderna renoverades och Linderoths kalenderur som ägs av Stadsmuseet i Stockholm fick en ny plats. Därefter fanns kontor i våningarna samt olika butiker och restauranger i bottenvåningen. Under 1980- och 1990-talen hade även finska Okobanken en filial i huset.
År 2001 förvärvades fastigheten av Anders Bodin Fastigheter. 2002 slogs fastigheten Skravelberget mindre 9 ihop med grannen Skravelberget mindre 7 till en enda fastighet Skravelberget mindre 9 (hus 1 och 2). 2008 lät Bodin Fastigheter bygga om båda husen till hotell för hotell- och restaurangkoncern Nobis. 
År 2010 var ombyggnaden klar och Nobis Hotel invigdes av Kronprinsessan Victoria. Idag finns 7 821 m² hotell och 1 802 m² butiksytor i huset. Hotellet förfogar över 201 rum, restaurang NOI, Bistro Nobis, Valentines Lounge och Guldbaren med speglar på väggar och tak. Till hotellet hör ett konferenscenter med bland annat Styrelserummet där en gång i tiden bankens styrelse fattade sina beslut.

Hotel Nobis
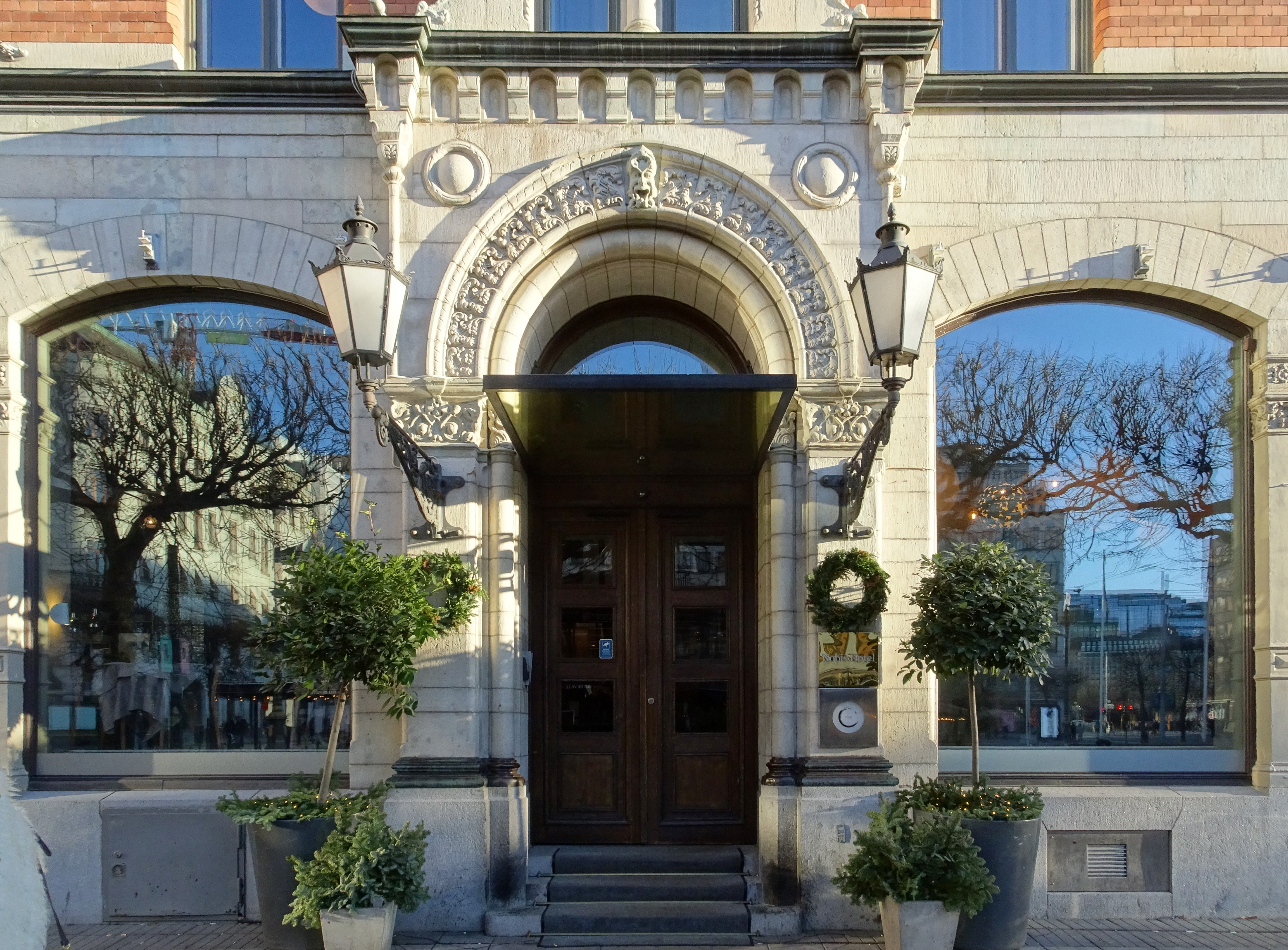
Nobis Hotel, entré, Norrmalmstorg 4.
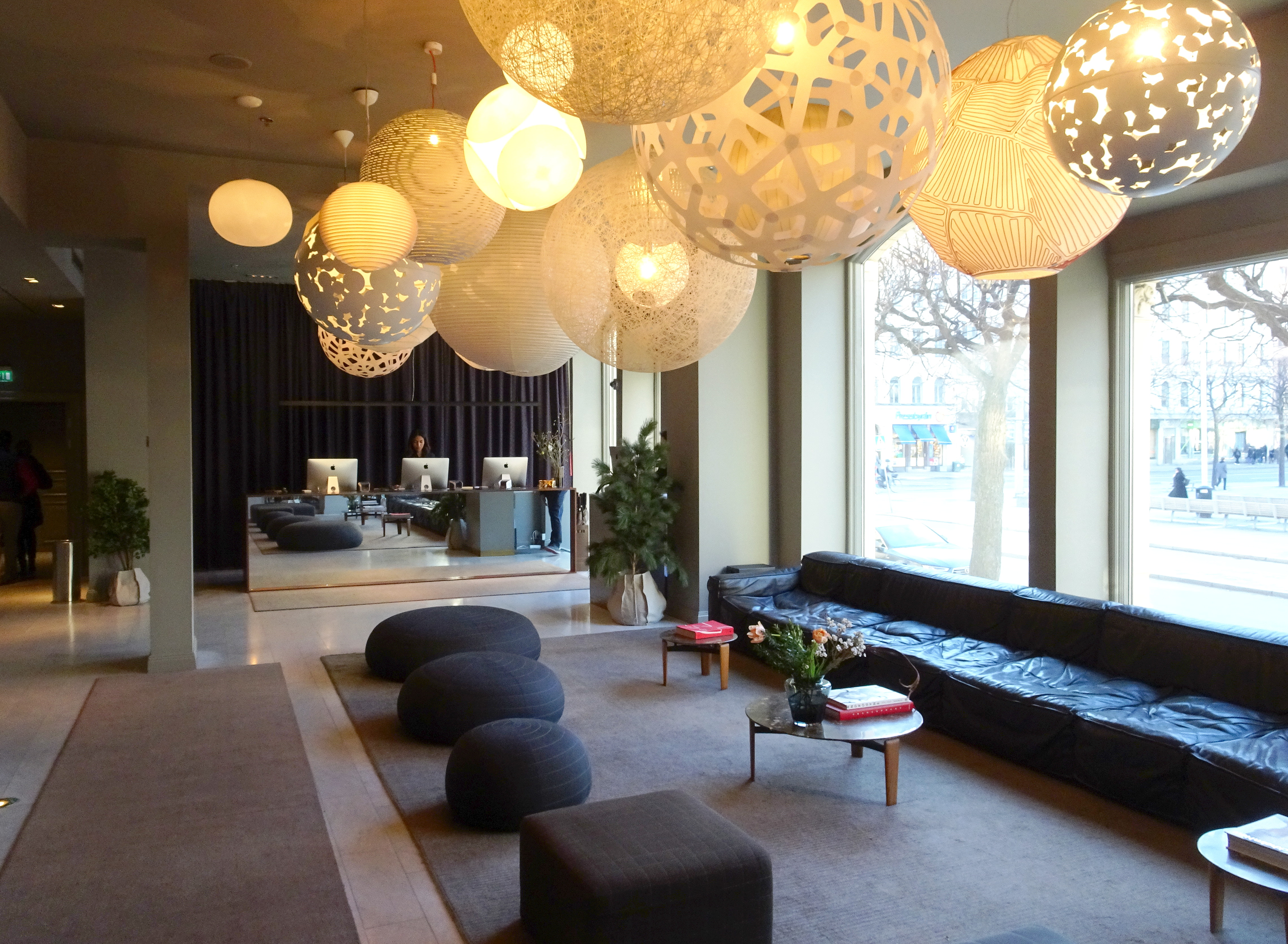
Nobis Hotel, reception.
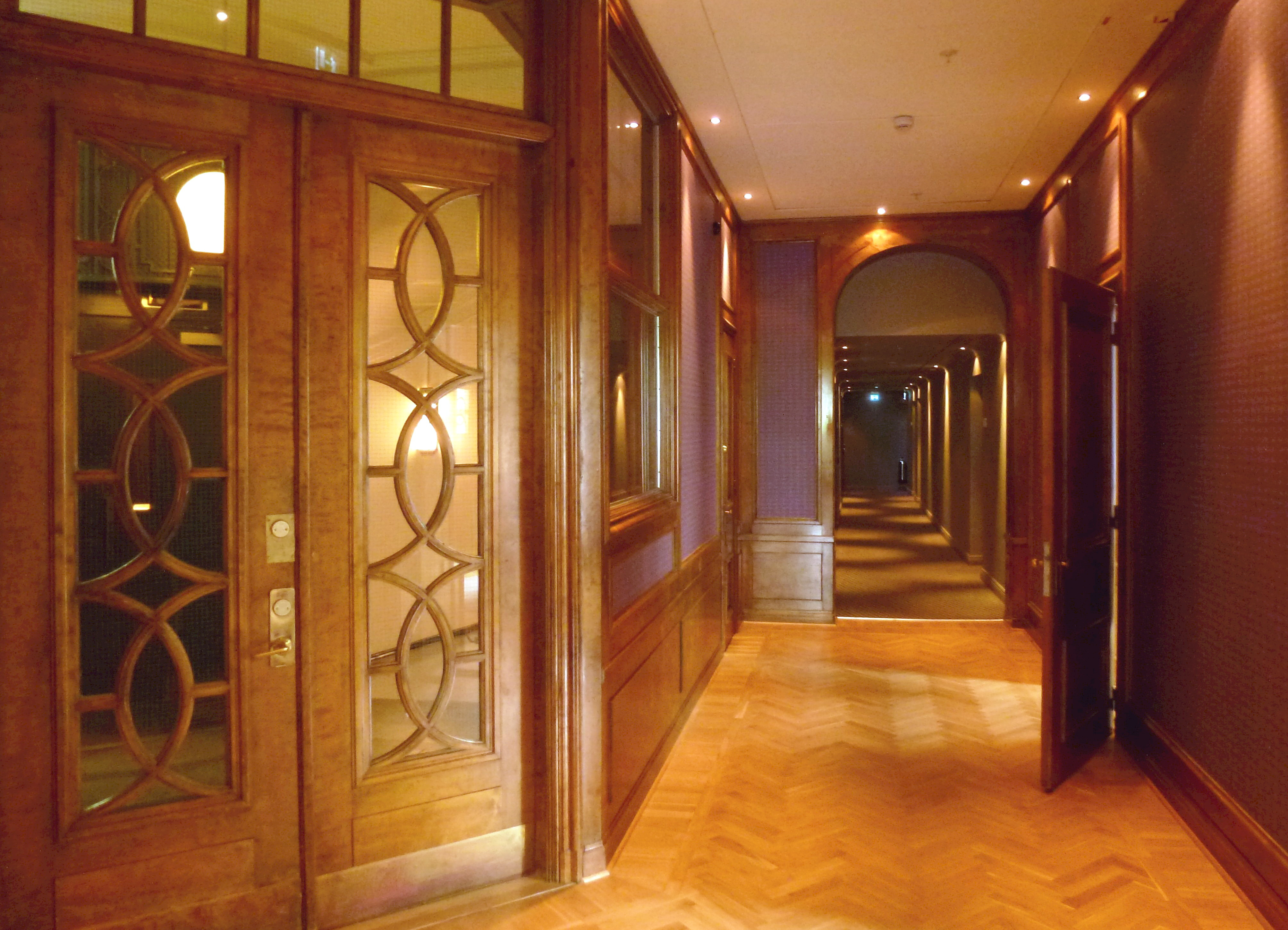
Bankens före detta kontor är numera hotellrum för Nobis Hotel.
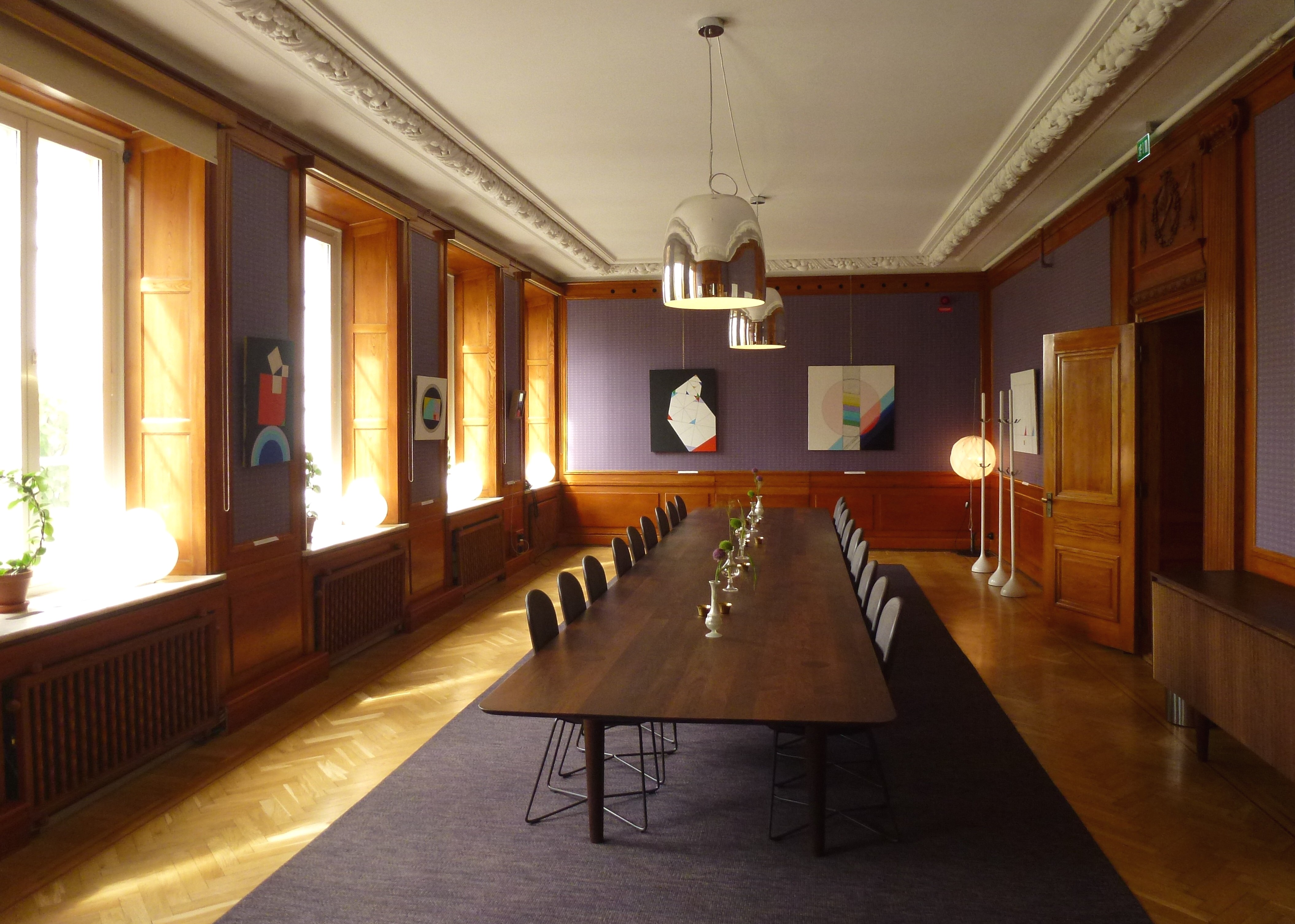
Bankens före detta styrelserum är numera konferensrum för Nobis Hotel.